# جورج كوبر (شاعر)
جورج كوبر (بالإنجليزية: George Cooper)‏ هو مترجم وشاعر أمريكي، ولد في 1838، وتوفي في 1927.

## وصلات خارجية
- جورج كوبر على موقع ميوزك برينز (الإنجليزية)